# Петак тринаести 8: Џејсон осваја Менхетн
Петак тринаести 8: Џејсон осваја Менхетн (енгл. Friday the 13th Part VIII: Jason Takes Manhattan) је амерички хорор филм из 1989. у режији Роба Хедена, док су у главним улогама Кејн Ходер, који је поновио своју улогу Џејсона Ворхиса из претходног дела, Џенсен Дагет и Скот Ривс.
Осим Џејсона, нема других ликова из претходних делова који се враћају у овом. Филм је у односу на Петак тринаести 7: Нова крв доживео велики неуспех гледајући и по заради и по оценама критичара и по реакцији публике. Ово је први филм у коме Џејсон наставља своје крваве пирове и ван области Кампа Кристалног језера.
4 године касније снимљен је наставак под називом Петак тринаести 9: Џејсон иде у пакао, који је најављен као последњи наставак серијала.

## Радња
На омањој јахти на Кристалном језеру, матурант Џим Милер исприча својој девојци и школској другарици Сузи Доналдсон легенду о Џејсону Ворхису, а потом изађе да баци сидро, након чега је у шали преплаши са хокејашком маском на лицу и ножем-скакавцем. Сидро се закачи за подводни струјни кабл на дну језера, те му оштети спољну изолацију, изазвавиши подводни кратак спој који оживи Џејсона, чији је леш још увек прикован ланцем за дно језера. Џејсон се попне на јахту, узме маску и убије Џима пробивши му стомак харпуном пре него што пронађе и прободе Сузи.
Следећег јутра матуранти средње школе Лејквју крену на матурску екскурзију бродом Лазарус до Њујорка, коју организују професорка енглеског и разредни старешина Колин ван Дјузен, и професор биологије Чарлс Макалок. Ван Дјузен поведе и Макалокову нећакињу Рени на пут упркос томе што она пати од аквафобије и не уме да плива, чему се он противи. Џејсон се кришом укрца на брод и убије рок-звезду у покушају Џеј-Џеј њеном гитаром. Те вечери Џејсон убије младог боксера који је изгубио меч против шампиона Џулијуса у бродској сауни притиснувши му комад ужареног угља на стомак. Рени, тражећи свог пса, бордер колија по имену Тоби, затекне краљицу матурске вечери Тамару Мејсон како шмрче кокаин у друштву своје најбоље другарице Еве Ватанабе. Макалок их замало ухвати тренутак касније, а Тамара гурне Рени са палубе, верујући да их је она оцинкарила. Ренин момак и капетанов син Шон Робертсон скочи у воду и спасе Рени. Тамара потом искористи камермана Вејна да сними Макалока у компромитујућој ситуацији с њом, али потом одбије његов покушај да је смува. Џејсон убије Тамару крхотином разбијеног огледала након што се истушира.
Рени током читавог пута халуцинира Џејсона како се дави као дечак. Након што почне олуја, Џејсон убије капетана брода, адмирала Робертсона, и његовог заменика Џима Карлсона на командном мосту. Шон оде са Рени на командни мост да позове Обалску стражу да дођу по Рени и да је одвезу на обалу, али тамо затекну лешеве. Шон путем бродског разгласа обавести остале, а потом путем радија прогласи узбуну и позове Обалску стражу, али Џејсон у том тренутку откине кабл на радио-предајнику. Ева нађе Тамарино тело у купатилу и побегне, а Џејсон је пресретне на плесном подијуму и задави. Ученици пристану да потраже Џејсона, док Макалок за убиства окриви палубног морнара који је претходно покушао да их упозори на Џејсонов повратак. Међутим, палубног морнара пронађу мртвог са ватрогасном секиром у леђима. Џејсон сустигне ученика Мајлса Вулфа, који покушава да побегне попевши се на јарбол, и баци га на антену радио-предајника у смрт, а Џулијуса баци са палубе у воду. У утроби брода Вејн наиђе на Џеј-Џејин леш, а Џејсон га баци на електричну разводну таблу, где га убије струја. Вејново тело се запали, а убрзо потом дође до снажне експлозије у стројарници, ком приликом погине већина ученика који су били смештени у ресторану, а брод почне да тоне. Макалок, Ван Дјузен, Рени, Шон и Тоби се укрцају у чамац за спасавање, где открију да је Џулијус још увек жив.
Они одвеслају у правцу Њујорка, а у Њујорк стигну наредне вечери. Џејсон је ишао за њима, те се и он попне на обалу. Недуго затим групу пресретну и опљачкају двојица наркомана, који киднапују Рени са намером да је надрогирају и силују. Група се раздвоји да нађе помоћ. Џулијус ступи у бокс-меч са Џејсоном, али је исцрпљен након што не успе да обори Џејсона, који га обезглави једним јединим ударцем. Рени побегне од Џејсона када он убије наркомане који су је киднаповали. Она налети на Шона и они се изнова нађу са професорима и полицијом пре него што Џејсон убије полицајца који им је помогао. Рени журно седне за волан полицијског аутомобила покушавајући да побегну од Џејсона, али га слупа након што јој халуцинација малог Џејсона одврати пажњу. Ван Дјузен погине у аутомобилу када он експлодира, а потом се открива да је Макалок кривац за Ренин страх од воде, јер ју је гурнуо у језеро као дете. Рени и Шон оставе Макалока за собом, а Џејсон га удави у бурету са отровним отпадом.
Џејсон појури Рени и Шона у метро, где га Шон онеспособи гурнувши га на трећу шину. Када се Џејсон освести, он појури за њима кроз Тајмс Сквер до ресторана, а потом до канализације, где сретну једног радника. Он их упозори да ће канализација у поноћ бити поплављена отровним отпадом. Џејсон се појави, убије радника и онесвести Шона. Таман када Џејсон прионе да докрајчи Шона, Рени му одврати пажњу батеријском лампом и побегне. Џејсон крене за њом, а она му баци у лице канту отровног отпада. Канализација бива поплављена, а Џејсон, подсетивши се на своје дављење у детињству, повраћа воду. Отпадна вода савлада Џејсона, од које му се истопи лице. Када се вода повуче, испод Шона и Рени се наизглед укаже тело Џејсона као онесвешћеног детета. Шон и Рени изађу на улицу, где их чека Ренин пас Тоби на Тајмс Скверу.

## Улоге
| Глумац              | Улога              |
| ------------------- | ------------------ |
| Џенсен Дагет        | Рени               |
| Скот Ривс           | Шон Робертсон      |
| Барбара Бингам      | Колин ван Дјузен   |
| Кејн Ходер          | Џејсон Вoрхис      |
| Питер Марк Ричман   | Чарлс Макалок      |
| Ви Си Дупри         | Џулијус            |
| Кели Ху             | Ева Ватанабе       |
| Шарлин Мартин       | Тамара Мејсон      |
| Гордон Кари         | Мајлс Вулф         |
| Амбер Полик         | мала Рени          |
| Тимоти Бер Миркович | млад Џејсон Вoрхис |
| Сафрон Хендерсон    | Џеј-Џеј            |
| Мартин Каминс       | Вејн               |
| Алекс Дајкун        | палубни морнар     |
| Ворнер Мансон       | адмирал Робертсон  |
| пас Ејс             | Тоби               |
| Тод Колдекот        | Џим Милер          |
| Тифани Полсен       | Сузи Доналдсон     |

## Музика
Музику за филм је у целости компоновао Фред Молин, што овај наставак чини другим по реду у серијалу за који музику није компоновао Хари Манфредини, који је у целости компоновао музику за првих шест, девети и десети део, а чије су теме делимично коришћене и у седмом делу. Манфредини је у време снимања био заузет компоновањем музике за филм Кућа 3: Представа страве.
Од музичкох нумера, у најавној и одјавној шпици филма коришћена је песма The Darkest Side of the Night групе Metropolis.

## Цензура
У Уједињеном Краљевству једна сцена шмркања кокаина скраћена је за око једну секунду, али је и поред тога филм у тој земљи забрањен за млађе од 18 година. Нескраћена верзија у тој земљи доступна је искључиво на ДВД и Блу-реј издањима.